# Surrender (альбом The Chemical Brothers)
Surrender — третій студійний альбом британського електронного дуету The Chemical Brothers, виданий 21 червня 1999 року на лейблах Virgin Records та Freestyle Dust. До запису альбому як вокалісти долучились Ноел Галлахер з гурту Oasis, Бернард Самнер з New Order та Хоуп Сандовал. Британська асоціація виробників фонограм надала альбому дворазового платинового статусу 30 вересня 2005 року.
Пісня Asleep from Day була використана у рекламі авіакомпанії Air France у 1999 році.

## Сингли
- Under the Influence виданий 1 червня 1998 на вінілі для Electronic Battle Weapon 3.
- Hey Boy Hey Girl реліз відбувся 31 травня 1999 як перший офіційний сингл з альбому. Досяг #3 у чарті Великої Британії.
- Let Forever Be виданий 2 серпня 1999 та досяг #9 у чарті Великої Британії.
- Out of Control представлений 11 жовтня 1999 та досягла 21 місця у Великій Британії.
- Music: Response виданий 6 березня 2000.

## Список треків
| Surrender | Surrender                         | Surrender  |
| #         | Назва                             | Тривалість |
| --------- | --------------------------------- | ---------- |
| 1.        | «Music: Response»                 | 5:20       |
| 2.        | «Under the Influence»             | 4:16       |
| 3.        | «Out of Control» (Бернард Самнер) | 7:20       |
| 4.        | «Orange Wedge»                    | 3:07       |
| 5.        | «Let Forever Be» (Ноел Галлахер)  | 3:56       |
| 6.        | «The Sunshine Underground»        | 8:38       |
| 7.        | «Asleep from Day» (Хоуп Сандовал) | 4:47       |
| 8.        | «Got Glint?»                      | 5:27       |
| 9.        | «Hey Boy Hey Girl»                | 4:51       |
| 10.       | «Surrender»                       | 4:30       |
| 11.       | «Dream On»                        | 6:47       |
| 58:53     |                                   |            |

Трек Dream On містить сховану пісню.

## Релізи
| Регіон          | Дата           | Лейбл          | Формат        | Каталог     |
| --------------- | -------------- | -------------- | ------------- | ----------- |
| Японія          | 7 червня 1999  | Virgin Japan   | CD            | VJCP-68137  |
| Велика Британія | 21 червня 1999 | Freestyle Dust | CD            | XDUSTCD4    |
| Велика Британія | 21 червня 1999 | Freestyle Dust | 2×Міні-альбом | XDUSTLP4    |
| Велика Британія | 21 червня 1999 | Freestyle Dust | MC            | XDUSTMC4    |
| Велика Британія | 21 червня 1999 | Freestyle Dust | MD            | XDUSTMD4    |
| США             | 22 червня 1999 | Astralwerks    | CD            | ASW 47610-2 |
| США             | 22 червня 1999 | Astralwerks    | 2×LP          | ASW 47610-1 |